# 安宅乕雄
安宅 乕雄（あたか とらお、1902年〈明治35年〉3月31日 - 1989年〈平成元年〉11月12日）は、日本の洋画家。

## 略歴
新潟県新潟市東堀通9番町（現 新潟市中央区東堀通9番町）の資産家・安宅安太郎の次男として出生。
1920年（大正9年）3月に新潟中学校を卒業、1922年（大正11年）に独学で画家を志す。
1926年（大正15年）の第7回帝展で『風景』が初入選、1928年（昭和3年）に義兄（姉の夫）の大久保賢治郎の支援によりヨーロッパに渡って各国の美術を研究、1931年（昭和6年）に帰国。
1936年（昭和11年）に二科会会友になるが、1939年（昭和14年）に二科会を退会、1940年（昭和15年）に一水会会員になり、1946年（昭和21年）に一水会委員に就任、1949年（昭和24年）に一水会運営委員に就任。
1961年（昭和36年）に日展審査員を務め、1962年（昭和37年）に日展会員になり、1968年（昭和43年）に日展評議員に就任、1978年（昭和53年）に日展参与に就任。
1989年（平成元年）11月12日午前3時5分に横浜市港南区芹が谷の南横浜病院で心筋梗塞のため死去、葬儀・告別式は鎌倉市浄明寺の自宅で執り行われた。
硲伊之助と安井曾太郎とアンリ・マティスに影響を受け、明るく純度の高い色彩と簡素平明な画面構成で人物、静物、風景を描いた。

## 親族・親戚
- 安宅善平 - 祖父（父の父）、新潟貯蔵銀行専務取締役（代表）、新潟商業銀行取締役。
- 安宅善平（旧名：安一郎） - 兄、新潟貯蔵銀行取締役。
- 安宅安五郎 - 叔父（父の弟）、洋画家。
- 桜井伊八郎 - 祖父（母の父）、新潟貯蔵銀行取締役。
- 桜井市作 - 叔父（母の弟）、第8代新潟市長。
- 大久保賢治郎 - 義兄（姉の夫）[15]、新潟臨港海陸運送第8代社長、ホテル新潟初代社長。
- 大久保政賢 - 義甥（大久保賢治郎と前妻の長男）、新潟臨港海陸運送第9代社長、新潟テレビ21初代社長。
- 長谷川嵐渓 - 叔父と叔母の祖父（父の妹の夫と父の弟の妻の母の養父）、絵師。
- 平松遮那一郎 - 叔父（父の妹の夫）の兄、新潟県西蒲原郡道上村第3代村長、新潟県会第19・20代議長、新潟新聞社第6代社長。
- 長沼権一 - 平松遮那一郎の異母妹の夫、衆議院議員。
- 山田助作 - 平松遮那一郎の男孫の岳父、衆議院議員。

## 友人
- 奥村裕三 - 国際工機社長、豊精密工業取締役[15]。新潟中学校の同期。
- 真壁喜三郎 - キリンビール副社長・名誉顧問[15]。新潟中学校の同期。

## 画集
- 『安宅乕雄 女性を描く展』新潟県美術博物館、1980年。
- 『安宅乕雄展 画業65年記念』東京椎野商事、1985年。